# Edgardo Simón
Edgardo Simón (Coronel Suárez, 16 de dezembro de 1974) é um ciclista argentino de estrada e pista. Atualmente, é ciclista e diretor técnico da equipe brasileira Ironage - Colner.
Simón foi o vencedor da Vuelta Ciclista de Chile em 2005, e venceu a Vuelta Ciclista por un Chile Líder por três vezes (2002,2005 e 2006). Em 2005, venceu também o UCI America Tour. Também venceu a classificação por pontos da Volta Ciclística de São Paulo duas vezes (2008 e 2010). Simon participou de duas olímpidas (1996 e 2000), competindo Perseguição por Equipes em 2000.
Começou no ciclismo em março de 1983, e com 16 anos já defendia a seleção argentina na modalidade de ciclismo de pista. De acordo com Simon, o momento mais marcante em seus 30 anos de vida no ciclismo foi a vitória geral de José Eriberto na Volta Ciclística de São Paulo de 2011.
Com o fim da equipe Real Cycling Team ao final de 2012, equipe da qual Simon era técnico e atleta, ele iniciou um projeto e criou uma nova equipe, também sediada em Sorocaba, a Ironage - Colner - Sorocaba. Em 2014, a equipe alcançou status continental da UCI.

## Principais Resultados
1997
1º - Classificação Geral da Vuelta al Valle
1998
2º - Perseguição por Equipes, etapa de Cali da Copa do Mundo de Pista
2000
1º  Campeonato Argentino de Contrarrelógio
3º  Madison no Campeonato Mundial de Ciclismo de Pista
2001
2º - Campeonato Argentino de Ciclismo de Estrada
1º  Campeonato Argentino de Contrarrelógio
1º - Perseguição Individual no Campeonato Pan-Americano de Pista
2002
1º - Classificação Geral da Vuelta por un Chile Líder
1º - Prólogo & Etapa 4
3º  Madison no Campeonato Mundial de Ciclismo de Pista
2003
1º - Perseguição Individual no Campeonato Pan-Americano de Pista
4º - Classificação Geral da Vuelta Ciclista de Chile
1º - Prólogo & Etapas 1, 3b e 8
2004
9º - Classificação Geral da Vuelta Ciclista de Chile
1º - Etapas 4b, 6a e 8
1º - Classificação Geral da Vuelta por un Chile Líder
1º - Prólogo & Etapa 5
1º - 2 etapas da Vuelta a Guatemala
2005
1º - Classificação Geral da Vuelta por un Chile Líder
1º - Etapas 3, 4b e 6
1º - Classificação Geral da Vuelta Ciclista de Chile
1º - Prólogo & Etapas 2 e 5
1º - Campeonato Pan-Americano CRI
1º - Perseguição Individual no Campeonato Pan-Americano de Pista
1º - UCI America Tour
2006
8º - Classificação Geral da Vuelta por un Chile Líder
1º - Prólogo
2007
1º - Etapa 6 do Rutas de América
1º - 4 etapas da Vuelta por un Chile Líder
2008
1º - Etapa 10 da Vuelta del Uruguay
3º - Campeonato Argentino de Ciclismo de Estrada
1º  Classificação por pontos da Volta Ciclística de São Paulo
1º - Etapas 1, 2 e 4
1º - Etapas 3 e 4 da Vuelta a Bolivia
2º - Copa da República de Ciclismo
2009
1º - Etapas 3 e 4 da Volta de Gravataí
1º - Etapa 1 do Tour de Santa Catarina
1º - Prólogo & Etapas 1 e 2 da Vuelta a Bolivia
2010
2º - Copa América de Ciclismo
1º - Etapa 3 do Tour de Santa Catarina
1º - Copa Cidade Canção de Ciclismo
2º - Classificação Geral da Volta Ciclística do Paraná
1º - Volta Ciclística do Grande ABCD
1º  Classificação por pontos da Volta Ciclística de São Paulo
1º - Etapas 1 e 7
4º - Copa da República de Ciclismo
2011
2º - Prova Ciclística 9 de Julho
1º - Etapa 1 do Tour do Rio
2012
3º - Classificação Geral da Vuelta del Uruguay
1º - Etapa 2
4º - Classificação Geral do Tour do Rio
1º  Classificação por pontos
1º - Etapas 1 e 2
1º - Etapa 4 da Volta Ciclística de São Paulo
2013
3º - Copa da República de Ciclismo
7º - Classificação Geral do Giro do Interior de São Paulo
2º - Etapas 2, 6 e 9 da da Vuelta del Uruguay